# Peter Yorck von Wartenburg
Il Conte Peter Yorck von Wartenburg (Oleśnica Mała, 13 novembre 1904 – Berlino, 8 agosto 1944) è stato un giurista tedesco.
Apparteneva alla nobile famiglia Yorck von Wartenburg, discendente del principe Luigi Ferdinando di Prussia, e trisnonno di Peter era il feldmaresciallo Ludwig Yorck von Wartenburg mentre il filosofo Paul Yorck von Wartenburg era suo nonno.
Peter studiò diritto all'Università di Tubinga, a Bonn e a Breslavia. A Bonn fece parte del Corps Borussia dello Studentenverbindung, il corpo aristocratico degli studenti universitari.
Nel 1938, date le sue convinzioni umanistiche e liberal-cristiane, non gli fu permesso di esercitare la professione di avvocato dal partito nazista. Allora Yorck von Wartenburg si legò a un suo lontano parente, il conte Helmuth James Graf von Moltke, entrando a far parte di quella cerchia di pensatori che credevano di poter abbattere il nazismo in maniera pacifica. Yorck von Wartenburg e Graf von Moltke fondarono anche in gruppo composto solamente di aristocratici nemici del regime, del quale fece anche parte il fratello di Claus Schenk von Stauffenberg, Berthold, e Adam von Trott zu Solz.
Con Fritz-Dietlof Graf von der Schulenburg ed Ulrich Wilhelm von Schwerin von Schwanenfeld discusse sui difetti della costituzione nazista. Alla morte del fratello Marion durante la campagna di Polonia, la sua opposizione al nazismo divenne maggiore, ed entrò nel Circolo di Kreisau.
Nel possibile governo che si sarebbe andato a creare alla morte di Adolf Hitler, Yorck von Wartenburg avrebbe avuto il ruolo di Vice cancelliere di Stato, ma a causa del fallimento del colpo di stato di Stauffenberg, tutte le speranze di abbattere il nazismo si rivelarono vane.
Arrestato il giorno seguente alla fucilazione di Stauffenberg, fu processato dal Volksgerichtshof ("Tribunale del popolo"). L'inchiesta, sostenuta dal giudice Roland Freisler, si svolse in questo modo:
Yorck von Wartenburg: No, non mi sono mai iscritto al partito.

Friesler: Neppure a qualche organizzazione ausiliaria?

Yorck von Wartenburg: No.

Friesler: Perché mai?

Yorck von Wartenburg: Perché si è dato il caso che io per principio non fossi nazionalsocialista.

Freisler: Benissimo. Questo è abbastanza chiaro.

Yorck von Wartenburg: Signor presidente, ho già affermato nella mia precedente interrogazione che non approvavo gli sviluppi dell'ideologia nazionalsocialista.

Freisler: Non l'approvavate! Voi affermaste di essere contrario alla nostra politica di sradicare gli ebrei e di non approvare il concetto nazionalsocialista di giustizia.

Yorck von Wartenburg: Quello che importa è il nesso che unisce fra loro tutti questi problemi, la presenza dello Stato totalitario sul cittadino, che esclude gli obblighi religiosi e morali dell'individuo davanti a Dio.

Freisler: La vostra parola d'onore è dubbia per il fatto che voi non siete nazionalsocialista.

Yorck von Wartenburg: Io mi sentivo certo legato a essa, signor presidente.

Freisler: Il che dimostra che voi siete un anarchico.

Yorck von Wartenburg: Io non mi esprimerei in questo modo.

Freisler: Aveste qualche informazione anche prima, sull'attentato del 20 luglio?

Yorck von Wartenburg: Sì.

Freisler: Quando?

Yorck von Wartenburg: Il 18 luglio.

Freisler: Da chi? è stato Schwerin von Schwanefeld?

Yorck von Wartenburg: Sì.

Freisler: Vi disse che sarebbe successo il 20 e quel giorno vi avvertì di nuovo?

Yorck von Wartenburg: No, arrivai nella tarda mattinata.

Freisler: Che cosa vi disse? Che Stauffenberg era sceso a Rangsdorf?

Yorck von Wartenburg: Sì.

Freisler: E che l'attentato era riuscito?

Yorck von Wartenburg: Sì, questa fu la prima notizia.

Freisler: Che cosa profondamente orribile! Pensate come il nazionalsocialismo si è fidato di questa gente. Ecco qui tre uomini: il conte Claus Schenk von Stauffenberg, il conte Peter Yorck von Wartenburg e Ulrich Wilhelm Schwerin von Schwanefeld, che era anch'egli un conte, credo.»
Condannato a morte, fu impiccato l'8 agosto 1944.